# Леса Маскуа и Большого Невольничьего озера

Леса Маскуа и Большого Невольничьего озера на карте

Леса́ Ма́скуа и Большо́го Нево́льничьего о́зера (англ. Muskwa-Slave Lake forests) — экологический регион тайги в Канаде.

## Расположение
Экорегион расположен в северо-западной Альберте, северо-восточной Британской Колумбии и в основном в юго-западных Северо-Западных территориях рядом с долиной реки Маккензи и Большим Невольничьим озером, от которого он частично и получил название. К особым зонам относятся тайга к востоку от Маккензи (между горами Маккензи и Франклин, земли вдоль реки Хорн западнее Маккензи, бассейн реки Лиард и горы Карибу на севере Центральной Альберты.
Ландшафт состоит из широких плоских равнин и низин, перемежающихся с низкими горами и плато, например, горами Карибу. Почти половина региона представляет собой заболоченные территории и трясины, такие как озеро Зама в Альберте. В регионе встречается прерывающаяся вечная мерзлота. Климат субарктический с летними средними температурами около 12,5 °C и зимними — около −18 — −24,5 °C. Среднегодовая температура составляет −2 — −6,5 °C. Осадком в среднем немного, от 250 до 500 мм.